# A Los Serrano epizódlistája
A Los Serrano egy spanyol szituációs komédia-sorozat volt, melyet 2003 és 2008 között készítettek.
|  | Alább a cselekmény részletei következnek! |

## Első évad
- 1. rész: Összebútorozva (Ya s'han casado) - Diego és Lucía találkoznak, és Lucía a lányaival beköltözik Diego házába, ahol csupa fiú van. Amikor a férfi és a női világ találkozik, az értékek és a szokások elkerülhetetlenül ütköződnek.
- 2. rész: Egy tökéletes apa (Un padre perfecto) - Diego és Lucía az iskolai pszichológushoz járnak, hogy gyereknevelési tanácsokat kérjenek, és észreveszik, mennyire másként nevelték a gyerekeiket. Diego szeretne apaként viselkedni és több időt tölteni a gyerekekkel, ami a gyerekekben ellentétes reakciókat vált ki. Eva barátja, Joan Manuel vendégségbe érkezik és Lucía aggódik, hogy a köztük lévő kapcsolat túl intim.
- 3. rész: Maradj meg nekünk mindig, Párizs (Siempre nos quedará París) - Diego szerint Carmen túlzottan beleavatkozik a család belső dolgaiba. Eva bosszút akar állni Marcoson, mivel megleste őt. Lucía első férje elvinné a lányát egy párizsi kirándulásra, de az utolsó pillanatban el kell halasztaniuk az utazást. diego, hogy bebizonyítsa, milyen jó apa, mindenkit befizet egy párizsi útra. A pénzügyi gondok persze szorongatják őt, és így a legtöbb terv csődbe megy.
- 4. rész: A sporthős (El Atlético de Santa Justa F.C.) - A santa justa-i focicsapat edzője meghal és Santiago szeretne lenni az utóda. Szerencsétlenségére nem ő az egyetlen érdekelt. Lucía aggódik, hogy terhes, és a nehézségek miatt Fiti és Candela is összekeverik a dolgokat. Guillének problémái vannak az anyanyelvi dolgozattal, és úgy dönt, csal. Eva a saját érdekében megpróbál segíteni Marcosnak a vizsgáján, aminek következtében Marcos robogóra pattan és elmegy Barcelonába, hogy találkozzon Joan Manuellel. Marcos elindul, hogy Evát odavigye hozzá, de csak baj lesz belőle.
- 5. rész: Keserű kehely (Me gusta cuando callas) - Raúl kezébe kerül Eva naplója, de magára haragítja Guillét, aki bosszút esküszik. Marcos továbbra is féltékeny, amikor Raúl Eva titkos dolgairól próbál meg neki beszélni. Diego eltűnik a csapatával együtt a versenyen, és kényszerképzete támad az állapotának jobbátételéről.
- 6. rész: Ajándék rulett (Cien maneras de cocinar la trucha) - Santiago régi barátja érkezik vendégségbe, és elmeséli, hogy homoszexuális, ami elgondolkodtatja Santiagot is a saját szexuális irányultságáról. Guille és Teté az iskolai választási kampányban vetélkednek, hogy melyikük legyen a osztály képviselője. Lucía ajándékot kap egy ismeretlentől egy évekkel ezelőtt elveszett nyaklánc helyett, és reméli, Diego meg lesz lepve, de ő tanácstalan az ügyben.
- 7. rész: Emlékszik-e, hogy becsapott? (No me llames iluso) - Marcost érdekli a zenei szakma. Santiago egy hirdetés segítségével keres társat, mikor barátja rájön erre, cselt eszel ki. Diego az egyéves évfordulójuk alkalmából romantikus útra viszi Lucíát, de összekeverik a helyszíneket és a korábbi barátnők felkelti Lucía érdeklődését. Guille hülyíti Boltsit és így újabb zavar támad.
- 8. rész: Féltékenység (La noche del loro) - Diego azt gyanítja, hogy Lucíát a háta mögött egy férfikollégája érdekli, és elhatározza, hogy visszanyeri a felesége szívét. Teté megpróbálja egy találkozót szervezni a Yoli együttes tagjával, Valdanoval. A santa justai focicsapat pénzügyi helyzete romokban hever, amiért Santiago Marcost toborozza, hogy pénzt szerezzenek.
- 9. rész: Az ész próbája (Superdotado) - Guillének sikerül elhitetnie a családjával, hogy zseni. A mosoly persze elillan, amikor zseniként kezdenek bánni vele. Santiago elkezd angolul tanulni, hogy turistákat csalogathasson a tavernájába, de nem sikerül. Serranóék házából pénz tűnik el, és Diego és Lucía elkezdenek nyomozni, ki lehetett a tettes.
- 10. rész: A legjobb körökben (El Rey y yo) - Eva megpróbálja Marcost az osztályába járó lánnyal összehozni, de az ajándékok miatt a fiú fejében csak Eva jár. Teté Ricky Martin koncertre szeretne menni, persze Lucía másként áll a dologhoz. Lucía első férje értékes díjat nyer és a gálán magával a királlyal találkozik. Az egész Serrano család meg van oda hívva, de Diego fél, hogy Lucíát zavarba hozza a helyzet.
- 11. rész: Egy este Mogamboban (Una noche en Mogambo) - Guille és Teté a barátaikkal megpróbálnak egy szörnyűség pillanatában egy Sebastián nevű kísértettel beszélni. Diego megijed, hogy epeköve van, és elhatározza, hogy az élete végéig tartó időszakot kiélvezi. Ugyanakkor Marcos és Eva a nyári munkával szenvednek. Diego, Santi és Fiti elhatározzák, hogy az estét a Mogambo-bárban töltik, ahol Eva és Marcos gyanús módon keresik a pénzüket.
- 12. rész: Benny, Tonny és Marky (Benny, Tonny y Marky) - Fiti lebukik, amikor szünidei részvényt vesz, és ez kellemetlen pillanatokat okoz az ő és Candela közötti kapcsolatban. Eva Indiába készül a nyárra, és Marcos úgy dönt, hogy felcsap segédmunkásnak a középkorú turisták kedvenc nyári teraszán.
- 13. rész: Martínezék háborúja (La guerra de los Martínez) - Eva előző barátja, Joan Manuel Madridba jön, hogy részt vegyen a helyi rádió dalszerzői versenyén, amelyen Marcos is részt vesz. Teté a fiúk focicsapatában akar játszani, hogy felhívja magára egy fiú figyelmét és Santiago ellenállása a feminista tiltakozáshoz vezet. Diego rájön, hogy Marcos érzései Eva iránt nem teljesen testvériek. Fitinek és Candélának nehézségei vannak és megpróbálják megoldani a házassági problémáikat.

## Második évad
- 14. rész: Francisco vendégségben (Bienvenido, tío Francisco) - Diego bátyja, Francisco évtizedek elteltével tér haza Dél-Amerikából. A milliárdosnak hitt testvér érkezése fellelkesíti a Serrano családot, egyedül santiago nem örül, mert ismeri Francisco hátterét. Guille és Teté hadban állnak egymással, és Guille szolgaságba kényszeríti húgát. Marcos elmegy apjával a pszichológushoz, hogy tisztázzák a kapcsolatukat Evával. Eva barátnője, Mari Pau vendégségbe érkezik Barcelonából és pofán vágja Marcost. Marcos hevesen megcsókolja őt, de nem akar komolyabban belemenni ebbe a kapcsolatba és összetöri Mari Pau szívét, amiért Eva megharagszik rá.
- 15. rész: Öröm az úton (Enhorabuena por el programa) - Francisco a könnyű pénz reményében udvarolni szeretne Carmeniának. Raúl olyan sikeres a helyi futballcsapatban, hogy a Real Madrid junior-csapatának menedzsere felfigyel rá, viszont Fiti nem engedi. Curro az iskolai dolgozatában az igazi anyjáról, Martáról szeretne írni és a testvérei meglepődnek rajta. Diego eldönti, hogy beszél a gyerekeknek anyjuk haláláról, és ez őt magát is megindítja.
- 16. rész: Horogra akadt hal (El quinto sentido) - Diego, Santi és Fiti elmennek halászni. A gondtalan pihenés természetesen álomkép marad csupán, amikor Lucía első férje is megérkezik. Diego megint féltékeny lesz, és ezt nem tudja elrejteni a vendég előtt. Raúl attól fél, hogy impotens lett, Guille és Teté a barátaikkal egy kóbor kutyát keresnek. Francisco úszik az adósságban és pókerezni kezd, hogy pénzhez jusson. Fiti a szerencsejáték csapdájába esik és sok pénzt veszít el. Francisco úgy dönt, hogy az adósság elől inkább visszamegy Dél-Amerikába, és így összetöri Carmenia szívét is.
- 17. rész: (Trigo limpio)
- 18. rész: Santaiago iskolába akar menni (Santiago vuelve a la escuela)
- 19. rész: (Donde hay jamón hay ilusión)
- 20. rész: Sodoma és Gomorra (Sodoma y Gomera)
- 21. rész: A tigris csodája (La mirada del tigre)
- 22. rész: (Eva al desnudo)
- 23. rész: (El rey de espadas)
- 24. rész: (Casado y monógamo)
- 25. rész: (Solo puede quedar uno)
- 26. rész: Natalie (Natalie)

## Harmadik évad
- 27. rész: A velencei karnevál (El carnaval veneciano)
- 28. rész: Santa Justa bikái (Los toros de Santa Justa)
- 29. rész: (Ser o no ser… taladrador)
- 30. rész: (Yo confieso)
- 31. rész: (El otro lado de la acera)
- 32. rész: Burundi hídjai (Los puentes de Burundi)
- 33. rész: (La Jamoneta)
- 34. rész: (El uso del matrimonio)
- 35. rész: (Corazón partío)
- 36. rész: (Recuerdos de Segovia)
- 37. rész: (El ciruelo)
- 38. rész: (La vuelta al cole)
- 39. rész: (Nunca subestimes el poder de un ñu)
- 40. rész: (Un año selvático)
- 41. rész: (La bicha)
- 42. rész: (Spanish mazapan)
- 43. rész: (Descubriendo a Marta)
- 44. rész: Santa Justa Don Quijotéja (Don Quijote de Santa Justa)
- 45. rész: (El fluido básico)

## Negyedik évad
- 46. rész: Santiago, a gigoló (Santiago Gigoló)
- 47. rész: (Ni media ni guarra)
- 48. rész: (El Conde du Mamarrach)
- 49. rész: Londonból szeretettel (Desde Londres con amor)
- 50. rész: (Ante la duda…)
- 51. rész: (La donante de órganos)
- 52. rész: (El lecho mancillado)
- 53. rész: (La culpa es yo)
- 54. rész: (Apechugueision)
- 55. rész: (En ocasiones veo Fitis)
- 56. rész: (Lobestoris)
- 57. rész: (Hay una rosquilla para ti)
- 58. rész: (No apto para cardíacos)
- 59. rész: (Yo azuzo)
- 60. rész: (Antes muerta que chinchilla)
- 61. rész: (El hombre que susurraba a las frutitas)
- 62. rész: (Yo reconozco)
- 63. rész: (¿Quién me pone la pierna encima?)
- 64. rész: (Million Dollar Grogui)
- 65. rész: (Una proposición indecente)
- 66. rész: (Usufructus)
- 67. rész: (El reverso tenebroso)
- 68. rész: Santa Justától Bilbaóig (De Santa Justa a Bilbao)
- 69. rész: Én Alcarriából és te Kaliforniából (Yo de Alcarria y tú de California)
- 70. rész: Mein Fraulein (Mainfroinlain)
- 71. rész: (Gato negro, casorio blanco)

## Ötödik évad
- 72. rész: (¿Quién puede matar a un cerdo?)
- 73. rész: (La maldición de las Capdevila)
- 74. rész: (El blues del matrimonio)
- 75. rész: (La pertinaz sequía)
- 76. rész: Spanyol Gibraltár (Gibraltar español)
- 77. rész: (Cuando padre sonríe)
- 78. rész: (El reparto de Africa)
- 79. rész: (El armario empotrado)
- 80. rész: (La alegría de la huerta)
- 81. rész: (Como una ola)
- 82. rész: (Las de Caín)
- 83. rész: Ó, Candela (Ay, Candela)
- 84. rész: (El toro por los cuernos)
- 85. rész: (Soy nenuco)
- 86. rész: (Qué mal está Occidente)
- 87. rész: (¿Tú te crees que la policía es tonta?)
- 88. rész: (Un pez llamado Fructu)
- 89. rész: (La culpa fue del centollo)
- 90. rész: (El primer Serrano universitario)
- 91. rész: (Tracatrá, suspensos y cintas de vídeo)
- 92. rész: (¿Tú te afeitas, Guille?)
- 93. rész: (Pero, ¿quién mató a padre?)
- 94. rész: (La llamada de la selva)
- 95. rész: A Stockholm-szindróma (El síntoma de Estocolmo)
- 96. rész: (¡Será por dinero!)
- 97. rész: (La jauría del hortelano)

## Hatodik évad
- 98. rész: A passió, Fructuoso szerint (La pasión según Fructuoso)
- 99. rész: (Aquí huele a perro)
- 100. rész: (Los puentes de la Alcarria)
- 101. rész: (El talonario de Aquiles)
- 102. rész: (Il bambino della strada)
- 103. rész: (Amar es transigir)
- 104. rész: (Los tres cerditos)
- 105. rész: (Paseando a Miss Emilia)
- 106. rész: (El declive del Imperio Serrano)
- 107. rész: (Las fases del amor)
- 108. rész: (El rastrillo zen)
- 109. rész: (El jamon maltés)
- 110. rész: (El padrivo IV)
- 111. rész: (Donde dijo digo, digo Diego)
- 112. rész: Koala vagyok (Soy Koala)
- 113. rész: (Ese olor tan característico)
- 114. rész: (Charol de leopardo)
- 115. rész: A filozófia rövid története (Breve historia de la filosofía)
- 116. rész: (Algo pasa con Celia)
- 117. rész: (Un año de soledad)
- 118. rész: (La sombra de Candelaria es alargada)
- 119. rész: (La penitencia va por detras)
- 120. rész: (La mano amiga)
- 121. rész: (Siempre positivo, nunca negativo)
- 122. rész: (La parabola del hijo profugo)
- 123. rész: (Dos mujeres y un Serrano)
- 124. rész: (Última llamada para Diego Serrano)

## Hetedik évad
- 125. rész: A fiam nélkül nem (No sin mi hijo)
- 126. rész: (La intimidad es una puerta cerrada)
- 127. rész: (Sorpresa, sorpresa)
- 128. rész: (Mientras hay resquemor hay esperanza)
- 129. rész: (Cuando el amor llega así de esta manera)
- 130. rész: (Intima fémina)
- 131. rész: (Mayormente, lo que sube, baja)
- 132. rész: (Encontronazos y desencuentros)
- 133. rész: (El camino recto de Santa Justa)
- 134. rész: (¡Pero por qué no te callas!)
- 135. rész: (Matar a un ruiseñor)
- 136. rész: Apa ötvenéves (Papá cumple 50 años)
- 137. rész: (La procesión va por dentro)
- 138. rész: A Sarkozy-szindróma (El síndrome Sarkozy)
- 139. rész: (Al evitamiento por el alejamiento)
- 140. rész: Az ő apái (Los padres de ella)

## Nyolcadik évad
- 141. rész: Üdvözöljök a Serranóék világában (Bienvenida al mundo Serrano)
- 142. rész: A szülők, a sógornő, az anyós és Diego (La parienta, la cuñada, la suegra y Diego) - Celia bátyja, Gael a városba érkezik. Ő lesz az iskola zenetanára. Az iskolában táncversenyt rendeznek, és a versenyzők között feszültség szítódik. Choni levert és szomorú Nacho miatt.
- 143. rész: (Tigurón V)
- 144. rész: Pandora levele (La Carta de Pandora)
- 145. rész: Gyere haza, Fiti (Vente pa' mi casa Fiti )
- 146. rész: Válás Serranó-módra (Divorcio a la Serrana)
- 147. rész: Serranóék - Diego szemével (Desmontando a Diego)

## Fordítás
- Ez a szócikk részben vagy egészben  a   Luettelo televisiosarjan Serranon perhe jaksoista című finn Wikipédia-szócikk ezen változatának fordításán alapul.  Az eredeti cikk szerkesztőit annak laptörténete sorolja fel. Ez a jelzés csupán a megfogalmazás eredetét és a szerzői jogokat jelzi, nem szolgál a cikkben szereplő információk forrásmegjelöléseként.